# La Desfeta
La Desfeta és una muntanya de 524 metres que es troba entre els municipis de Begues i Gavà, a la comarca del Baix Llobregat. Es troba en una zona de gran interès geològic i didàctic denominada Geozona 347 Eramprunyà-La Desfeta. La seva banda oriental presenta colors rogencs procedents dels materials del Buntsandstein del període del Triàsic inferior, la resta del puig presenta els tons blancs i grisos dels materials del Muschelkalk dels períodes del Triàsic mitjà i superior.
El nom d'aquest turó, la Desfeta, sembla que fa referència al resultat d'un fet militar que hi hauria tingut lloc al seu costat, la batalla de Bighash, datada el 898, un any després de la mort del comte Guifré I de Barcelona. L'historiador Ramon d'Abadal recull dels treballs de Lévi-Provençal la informació de dos biògrafs hispano-musulmans, Ibn al-Faradí i Ibn al-Abbar, que parlen d'una batalla que tingué lloc el 898 a Bighash, “en el camí de Barcelona”, entre els cristians i el musulmans. Una trentena d'aquests darrers van morir. Fins i tot coneixem la identitat de dos d'ells, Tahir ibn Hazm, client dels omeies, i el seu cunyat Abu Zakariya Yahyà ibn A'id, tots dos de Tortosa. Per això Abadal interpreta que fou una topada amb un escamot de musulmans en retirada després d'atacar les proximitats de Barcelona i identifica Bighash amb Begues, que es trobava a la vora del camí que des de Barcelona es dirigia cap al sud. Aquesta era una zona estratègica pel pas d'aquests importants camins cap al sud, cosa que portà als comtes Guifré Borrell (897-911) i Sunyer (911-947) a ocupar-se de la fortificació dels passos del Garraf i l'Ordal. I així tenim al costat del turó de la Desfeta el castell d'Eramprunyà.